# Kunkori és a kandúrvarázsló
A Kunkori és a Kandúrvarázsló 1980-ban bemutatott magyar bábfilm, amelyet a Magyar Televízió készített. A báb-játékfilm rendezője Hollós László. A forgatókönyvet Tarbay Ede írta, a zenéjét Váry Ferenc szerezte. Magyarországon 1980. december 27-én vetítették le a televízióban.

## Cselekmény
Bogumil – szolgája, Démusz tanácsára – elhatározza, hogy visszaszerzi régi nevét, melyet már sokak elfelejtettek. A kandúrtól ugyanis, már nem fél senki, és neve csak a gyermekek megijesztésére szolgál.
Kunkori három testvérével és Titinke nénivel él egy kunyhóban. Bár főhősünk jó magaviseletű gyerek, Kalimpász, az egyik fivére rendszeresen bajba sodorja. 
Makk anyó, az erdő jóságos tündére nagy hatalmú varázslónő, aki varázskönyve és az Igazság Varázsüvege segítségével segíti az erdő lakosait. Kunkori névnapjára is ellátogat, ahol a Mekegi bácsinak (fotós) álcázott Bogumil is jelen van. Makk anyónak sikerül lelepleznie a váratlan vendéget, aki nyakába kapva lábait, elmenekül a helyszínről. Felismerve a varázskönyv és a varázsüveg erejét, úgy dönt, hogy megszerzi a nagy erejű tárgyakat. Terve sikeresen végződik, Kalimpász rosszalkodásának köszönhetően aki Kukutyin és Kalimpász segítségével ellopja a tündér varázskönyvét és egy odvas fába rejtik azt. Miután kiderül az igazság, Kunkori útnak indul, hogy visszaszerezze a könyvet. A ravasz macska azonban megszerzi tőle az igazság varázsüvegét, – az egyetlen fegyvert amit magával vitt – így hatalma megkérdőjelezhetetlenné válik. Ennek ellenére a bátor vaddisznó tovább megy és eléri a gonosz varázsló házát. Bogumil megpróbálja átváltoztatni Kunkorit, ám az Igazság Varázsüvege igazságot tesz, így megmenti a főszereplőt. Kunkori ezek után visszaveszi az ellopott tárgyakat és Bogumilt büntetésből megátkozza. Az átok átválzoztatja a kandúrt egérré, ha „rosszban sántikál".
Kunkori ezek után visszatér a családjához és megünneplik a hőst aki legyőzte a rettegett kandúrvarázslót és visszavette a varázseszközöket Bogumiltól.￼

## Alkotók
- Rendezte: Hollós László
- Írta: Tarbay Ede
- Dramaturg: Békés József
- Zenéjét szerezte: Váry Ferenc
- Operatőr: Kaplony Miklós
- Kameraman: Katona Béla, Király Sándor, Urbanics Lajos
- Hangmérnök: Szádeczky László
- Grafikus: Burger Ferenc
- Vágó: Zelencsuk György
- Képellenőr: Papp József
- Bábtervező: Koch Aurél
- Bábkészítő: Maly Róbert
- Díszlettervező: Fleckenstein Ágnes
- Díszletépítő: Polgár Béla
- Rögzítés vezetők: Pap András
- Fővilágosító: Tréfás Imre
- Kellék: Szabó Zsuzsa
- A rendező munkatársa: Gergelyffy János, Podhraczky István
- Rendezőasszisztens: Dékány György
- Felvételvezető: Burka Ignác
- Gyártásvezető: Koncsik László

Készítette a Magyar Televízió

## Szereplők
- Kunkori: Meixler Ildikó
- Bogumil: Kemény Henrik
- Titinke néni: Balogh Klára
- Makk anyó: Györkös Kató
- Kalimpász: Kovách Enikő
- Kovászka: Németh Marietta
- Kukutyin: Koffler Gizi
- Mekegi: Horváth Károly
- Démusz: Simándi József

További szereplők hangja: Hollós János, Szilágyi Mária